# A Győri ETO FC 2013–2014-es szezonja
Ez a szócikk a Győri ETO FC 2013–2014-es szezonjáról szól, mely sorozatban az 54., összességében pedig a 70. idénye a csapatnak a magyar első osztályban. A szezon 2013 júliusában kezdődött, és 2014 májusában fog véget érni. A klub fennállásának ekkor volt a 109. évfordulója. A csapat címvédőként indult a bajnokságban.

## Játékoskeret
Látni kell, az NB I-ben nekünk van a legbővebb keretünk. Előfordult, hogy az eligazításnál harmincketten üldögéltünk az öltözőben.
2013. július 15-i állapot szerint.
| No. |           | Poszt | Játékos           |
| --- | --------- | ----- | ----------------- |
| 1   | SRB       | K     | Saša Stevanović   |
| 26  | SVK       | K     | L'uboš Kamenár    |
| 27  | HUN       | K     | Nagy Gergely      |
| 2   | HUN       | V     | Takács Ákos       |
| 5   | CMR       | V     | Patrick Mevoungou |
| 15  | HUN       | V     | Völgyi Dániel     |
| 16  | HUN       | V     | Lipták Zoltán     |
| 18  | HUN       | V     | Lang Ádám         |
| 22  | CZE       | V     | Michal Švec       |
| 28  | SRB       | V     | Vladimir Đorđević |
| 25  | Jamaica   | V     | Rafe Wolfe        |
| 3   | CRO       | KP    | Marko Dinjar      |
| 8   | HUN       | KP    | Dudás Ádám        |
| 9   | Szlovénia | KP    | Rok Kronaveter    |

| No. |                     | Poszt | Játékos          |
| --- | ------------------- | ----- | ---------------- |
| 11  | HUN                 | KP    | Varga Roland     |
| 12  | SRB                 | KP    | Nikola Trajković |
| 13  | HUN                 | KP    | Kalmár Zsolt     |
| 14  | LTU                 | KP    | Linas Pilibaitis |
| 17  | HUN                 | KP    | Pátkai Máté      |
| 19  | SRB                 | KP    | Nemanja Andrić   |
| 20  | ROU                 | KP    | Mihai Nicorec    |
| 21  | CZE                 | KP    | Marek Střeštík   |
| 23  | HUN                 | KP    | Tokody Tibor     |
| 24  | Bosznia-Hercegovina | KP    | Đorđe Kamber     |
| 29  | HUN                 | KP    | Koltai Tamás     |
| 6   | EST                 | CS    | Tarmo Kink       |
| 31  | HUN                 | CS    | Matetits István  |
| 10  | ITA                 | CS    | Leandro Martínez |

## Átigazolások

### Átigazolások nyáron
| No. |     | Poszt | Játékos                                 |
| --- | --- | ----- | --------------------------------------- |
| 5   | CMR | KP    | Patrick Mevoungou (lejárt a szerződése) |
| 10  | ITA | KP    | Leandro Martínez (lejárt a szerződése)  |
| 25  | JAM | V     | Rafe Wolfe (lejárt a szerződése)        |
| 30  | SLV | CS    | Rafael Burgos (SV Ried)                 |

| No. |     | Poszt | Játékos                                 |
| --- | --- | ----- | --------------------------------------- |
| 5   | CMR | KP    | Patrick Mevoungou (lejárt a szerződése) |
| 10  | ITA | KP    | Leandro Martínez (lejárt a szerződése)  |
| 25  | JAM | V     | Rafe Wolfe (lejárt a szerződése)        |
| 30  | SLV | CS    | Rafael Burgos (SV Ried)                 |

| No. |     | Poszt | Játékos                     |
| --- | --- | ----- | --------------------------- |
| 25  | EST | CS    | Jarmo Ahjupera (Újpest)     |
| 10  | GEO | CS    | Rati Alekszidze (Dila Gori) |
| 30  | SVK | K     | Molnar Péter (Paks)         |
| 26  | HUN | KP    | Zámbó Bence (Kaposvár)      |
| 25  | GEO | KP    | Giorgi Kvilitaia            |
| 18  | HUN | KP    | Windecker József (Paks)     |
| 22  | CRO | V     | Valentin Babić (NK Osijek)  |
| 5   | SVK | V     | Marián Had (Dunaszerdahely) |

| No. |     | Poszt | Játékos                     |
| --- | --- | ----- | --------------------------- |
| 25  | EST | CS    | Jarmo Ahjupera (Újpest)     |
| 10  | GEO | CS    | Rati Alekszidze (Dila Gori) |
| 30  | SVK | K     | Molnar Péter (Paks)         |
| 26  | HUN | KP    | Zámbó Bence (Kaposvár)      |
| 25  | GEO | KP    | Giorgi Kvilitaia            |
| 18  | HUN | KP    | Windecker József (Paks)     |
| 22  | CRO | V     | Valentin Babić (NK Osijek)  |
| 5   | SVK | V     | Marián Had (Dunaszerdahely) |

## Statisztikák
Utolsó elszámolt mérkőzés dátuma: 2014. június 1.

### Kiírások
| Kiírás          | Statisztikák | Statisztikák | Statisztikák | Statisztikák | Statisztikák | Statisztikák | Kezdő forduló   | Végső forduló/ helyezés | Mérkőzések dátumai | Mérkőzések dátumai |
| Kiírás          | M            | GY           | D            | V            | LG–KG        | GK           | Kezdő forduló   | Végső forduló/ helyezés | Első               | Utolsó             |
| --------------- | ------------ | ------------ | ------------ | ------------ | ------------ | ------------ | --------------- | ----------------------- | ------------------ | ------------------ |
| OTP Bank Liga   | 30           | 18           | 8            | 4            | 58–32        | +26          | —               | 2                       | 2013. 07. 27.      | 2014. 03. 22.      |
| Magyar kupa     | 4            | 3            | 0            | 1            | 7–4          | +3           | 4. forduló      | Negyeddöntő             | 2013. 10. 30.      | 2014. 03. 12.      |
| Ligakupa        | 8            | 5            | 1            | 2            | 24–9         | +15          | Csoportkör      | Nyolcaddöntő            | 2013. 09. 04.      | 2014. 03. 04.      |
| Bajnokok Ligája | 2            | 0            | 0            | 2            | 1–4          | –3           | 2. selejtezőkör | 2. selejtezőkör         | 2013. 07. 17.      | 2013. 07. 23.      |

## OTP Bank Liga

### Mérkőzések
| 1. forduló 2013. július 27. 21:00 |

| Győri ETO                              | 1 – 1               | Diósgyőr                |
| -------------------------------------- | ------------------- | ----------------------- |
| Wolfe 79' 60' Völgyi 40′, 42′ Lang 70' | (0 – 0) Jegyzőkönyv | Husić 52' Kádár 6′, 62′ |

| ETO Park, Győr Nézőszám: 2 500 Játékvezető: Erdős József (magyar) |

| 2. forduló 2013. augusztus 3. 19:00 |

| Haladás                                                             | 2 – 2               | Győri ETO                                                             |
| ------------------------------------------------------------------- | ------------------- | --------------------------------------------------------------------- |
| Radó 9' (11-esből) 58' 83' Guzmics 37′, 53′ Halmosi 64' Tóth P. 78' | (1 – 1) Jegyzőkönyv | Martínez 33' 29' Kink 54' (11-esből) Kamenár 5′ Lipták 64' Kamber 69' |

| Rohonci úti stadion, Szombathely Nézőszám: 3 500 Játékvezető: Solymosi Péter (magyar) |

| 3. forduló 2013. augusztus 10. 21:00 |

| Győri ETO                       | 1 – 2               | Ferencváros               |
| ------------------------------- | ------------------- | ------------------------- |
| Varga 47' Völgyi 43' Lipták 71' | (0 – 0) Jegyzőkönyv | Holman 58' 39' Jenner 88' |

| ETO Park, Győr Nézőszám: 6 000 Játékvezető: Andó-Szabó Sándor (magyar) |

| 4. forduló 2013. augusztus 17. 19:00 |

| Pécsi MFC                              | 1 – 1               | Győri ETO                       |
| -------------------------------------- | ------------------- | ------------------------------- |
| Koller 11' (11-esből) 90+2' Dibusz 78′ | (1 – 1) Jegyzőkönyv | Trajković 16' 22' Mevoungou 10' |

| PMFC Stadion, Pécs Nézőszám: 1 700 Játékvezető: Vad II. István (magyar) |

| 5. forduló 2013. augusztus 25. 20:30 |

| Győri ETO                                                               | 1 – 1               | Videoton                |
| ----------------------------------------------------------------------- | ------------------- | ----------------------- |
| Pátkai 18' 11' Andrić 48' Mevoungou 60' Kamber 67' Wolfe 75' Lipták 89' | (1 – 1) Jegyzőkönyv | Juhász 35' Vinícius 39' |

| ETO Park, Győr Nézőszám: 4 000 Játékvezető: Kassai Viktor (magyar) |

| 6. forduló 2013. augusztus 31. 16:30 |

| Győri ETO                                                      | 2 – 0               | Paksi FC                             |
| -------------------------------------------------------------- | ------------------- | ------------------------------------ |
| Andrić 21' Szabó 40' (öngól) Trajković 19' Kamber 61' Kink 81' | (2 – 0) Jegyzőkönyv | Könyves 64' Báló 82' Windecker 90+2' |

| ETO Park, Győr Nézőszám: 2 500 Játékvezető: Fábián Mihály (magyar) |

| 7. forduló 2013. szeptember 15. 18:30 |

| MTK Budapest | 1 – 2               | Győri ETO                     |
| ------------ | ------------------- | ----------------------------- |
| Kanta 18'    | (1 – 0) Jegyzőkönyv | Rudolf 65' Lázok 89' Lang 36' |

| Hidegkuti Nándor Stadion, Budapest Nézőszám: 500 Játékvezető: Andó-Szabó Sándor (magyar) |

| 8. forduló 2013. szeptember 22. 18:30 |

| Győri ETO                                              | 3 – 0               | Debreceni VSC          |
| ------------------------------------------------------ | ------------------- | ---------------------- |
| Völgyi 2' Kamber 60' Varga 90+1' Andrić 67' Pátkai 83' | (1 – 0) Jegyzőkönyv | Sidibe 61' Dombi 90+1' |

| ETO Park, Győr Nézőszám: 7 000 Játékvezető: Farkas Ádám (magyar) |

| 9. forduló 2013. szeptember 28. 20:00 |

| Kecskeméti TE       | 1 – 0               | Győri ETO               |
| ------------------- | ------------------- | ----------------------- |
| Savić 55' Antal 90' | (0 – 0) Jegyzőkönyv | Wolfe 49' Trajković 76' |

| Széktói Stadion, Kecskemét Nézőszám: 700 Játékvezető: Vad II. István (magyar) |

| 10. forduló 2013. október 5. 14:00 |

| Győri ETO                                                                  | 4 – 1               | Lombard Pápa                                       |
| -------------------------------------------------------------------------- | ------------------- | -------------------------------------------------- |
| Pátkai 32' Trajković 55' 49' Andrić 57' 58' Koltai 59' Völgyi 69' Lang 84' | (1 – 0) Jegyzőkönyv | Arsić 81' Mecinović 70' Griffiths 82' Quintero 88' |

| ETO Park, Győr Nézőszám: 1 800 Játékvezető: Becséri Dániel (magyar) |

| 11. forduló 2013. október 20. 16:30 |

| Újpest                    | 1 – 2               | Győri ETO                 |
| ------------------------- | ------------------- | ------------------------- |
| Kabát 36' 57' Eninful 72' | (1 – 2) Jegyzőkönyv | Pátkai 10' 75' Lipták 15' |

| Szusza Ferenc Stadion, Budapest Nézőszám: 1 964 Játékvezető: Farkas Ádám (magyar) |

| 12. forduló 2013. október 27. 18:30 |

| Győri ETO                               | 2 – 2               | Puskás Akadémia                                             |
| --------------------------------------- | ------------------- | ----------------------------------------------------------- |
| Andrić 5' 29' Kronaveter 39' Völgyi 79' | (2 – 1) Jegyzőkönyv | Lencse 7' 42' Nikolić 75' 76' Czvitkovics 57' Margitics 89' |

| ETO Park, Győr Nézőszám: 2 600 Játékvezető: Kassai Viktor (magyar) |

| 13. forduló 2013. november 3. 18:30 |

| Budapest Honvéd     | 1 – 1               | Győri ETO                                                   |
| ------------------- | ------------------- | ----------------------------------------------------------- |
| Daud 71' Diarra 45' | (0 – 0) Jegyzőkönyv | Martínez 84' Dinjar 35' Andrić 38' Mevoungou 75' Lipták 86' |

| Bozsik József Stadion, Budapest Nézőszám: 1 500 Játékvezető: Solymosi Péter (magyar) |

| 14. forduló 2013. november 9. 16:00 |

| Győri ETO               | 1 – 0               | Kaposvári Rákóczi     |
| ----------------------- | ------------------- | --------------------- |
| Lipták 65' Burgos 90+1' | (0 – 0) Jegyzőkönyv | Kovács 70' Földes 78' |

| ETO Park, Győr Nézőszám: 1 300 Játékvezető: Becséri Dániel (magyar) |

| 15. forduló 2013. november 23. 20:00 |

| Mezőkövesd–Zsóry                                             | 3 – 0               | Győri ETO  |
| ------------------------------------------------------------ | ------------------- | ---------- |
| Melczer 29' Balajti 81' Harsányi 90+1' Vaskó 62' Hegedűs 87' | (1 – 0) Jegyzőkönyv | Kamber 64' |

| Városi stadion, Mezőkövesd Nézőszám: 2 200 Játékvezető: Iványi Zoltán (magyar) |

| 16. forduló 2013. december 1. 16:30 |

| Diósgyőr                            | 1 – 2                         | Győri ETO                                                                                           |
| ----------------------------------- | ----------------------------- | --------------------------------------------------------------------------------------------------- |
| Kostić 43' Nikházi 36' Eperjesi 61' | (1 – 0) Jegyzőkönyv Részletek | Střeštík 55' Pátkai 67' 47' Lipták 15' Mevoungou 35' Lang 45' Kamber 81' Kamenár 90' Martínez 90+3' |

| DVTK-stadion, Miskolc Nézőszám: 7 000 Játékvezető: Andó-Szabó Sándor (magyar) |

| 17. forduló 2013. december 8. 18:30 |

| Győri ETO                                                   | 2 – 1               | Haladás                                                   |
| ----------------------------------------------------------- | ------------------- | --------------------------------------------------------- |
| Martínez 69' 47' Andrić 74' Wolfe 34′ Pátkai 37' Dinjar 62' | (0 – 1) Jegyzőkönyv | Radó 36' (11-esből) Guzmics 31' Fehér 78' Devecseri 90+3' |

| ETO Park, Győr Nézőszám: 1 700 Játékvezető: Iványi Zoltán (magyar) |

| 18. forduló 2014. március 2. 16:30 |

| Ferencváros                                                | 1 – 1               | Győri ETO                                                      |
| ---------------------------------------------------------- | ------------------- | -------------------------------------------------------------- |
| Leonardo 74' 90+1' Bešić 22' Ugrai 43' Pavlović 48′, 90+2′ | (0 – 0) Jegyzőkönyv | Varga 87' Völgyi 24' Kalmár 53' Lang 82' Švec 83′ Lipták 90+2′ |

| Puskás Ferenc Stadion, Budapest Játékvezető: Solymosi Péter (magyar) |

| 19. forduló 2014. március 8. 20:00 |

| Győri ETO                                                   | 2 – 5                         | Pécsi MFC                                                             |
| ----------------------------------------------------------- | ----------------------------- | --------------------------------------------------------------------- |
| Kalmár 22' 32' Wolfe 49' Pátkai 43' Stanišić 84' Völgyi 86' | (1 – 2) Jegyzőkönyv Részletek | Pölöskey 4' Szatmári 9' Koller 52' 87' (11-esből) Kővári 65' Mohl 53' |

| ETO Park, Győr Nézőszám: 2500 Játékvezető: Kassai Viktor (magyar) |

| 20. forduló 2014. március 16. 18:30 |

| Videoton                                         | 0 – 1                         | Győri ETO                                                 |
| ------------------------------------------------ | ----------------------------- | --------------------------------------------------------- |
| Caneira 45' Juhász 45' Vinícius 45′ Oliveira 90' | (0 – 0) Jegyzőkönyv Részletek | Martínez 67' Lang 34' Kamber 42' Pátkai 89' Mevoungou 90' |

| Sóstói Stadion, Székesfehérvár Nézőszám: 3050 Játékvezető: Vad II. István (magyar) |

| 21. forduló 2014. március 22. 20:00 |

| Paksi FC   | 1 – 2               | Győri ETO                                     |
| ---------- | ------------------- | --------------------------------------------- |
| Bartha 20' | (1 – 2) Jegyzőkönyv | Rudolf 12' 26' Kalmár 37' Švec 70' Lipták 79' |

| Fehérvári út, Paks Játékvezető: Solymosi Péter (magyar) |

| 23. forduló 2014. április 5. 20:00 |

| Debreceni VSC                                        | 2 – 2               | Győri ETO                                                |
| ---------------------------------------------------- | ------------------- | -------------------------------------------------------- |
| Lázár 22' Mihelič 60' Zsidai 8' Mihelič 18' Máté 49' | (1 – 2) Jegyzőkönyv | Pátkai 11' Střeštík 25' Dinjar 19' Pátkai 38′ Andrić 59' |

| Oláh Gábor utca, Debrecen Nézőszám: 8 500 Játékvezető: Kassai Viktor (magyar) |

| 27. forduló 2014. május 3. 20:00 |

| Puskás Akadémia                          | 0 - 1               | Győri ETO                            |
| ---------------------------------------- | ------------------- | ------------------------------------ |
| Tóth Balázs 3' Denković 29' Szekeres 84' | (0 - 0) Jegyzőkönyv | Pátkai 48' Kalmár 58' 68' Lipták 63' |

| Pancho Aréna, Felcsút Játékvezető: Németh Ádám (magyar) |

### A bajnokság végeredménye
| #   | Csapat                 | M  | GY | D  | V  | G+ – G– | GK  | P  | Megjegyzések                                   |
| --- | ---------------------- | -- | -- | -- | -- | ------- | --- | -- | ---------------------------------------------- |
| 1.  | DVSC–TEVA (B)          | 30 | 18 | 8  | 4  | 66–33   | +33 | 62 | 2014–2015-ös Bajnokok Ligája – 2. selejtezőkör |
| 2.  | Győri ETO FC CV (I)    | 30 | 18 | 8  | 4  | 58–32   | +26 | 62 | 2014–2015-ös Európa-liga – 2. selejtezőkör     |
| 3.  | Ferencvárosi TC (I)    | 30 | 17 | 6  | 7  | 47–33   | +14 | 57 | 2014–2015-ös Európa-liga – 1. selejtezőkör     |
| 4.  | Videoton FC            | 30 | 15 | 8  | 7  | 52–31   | +21 | 53 |                                                |
| 5.  | Diósgyőri VTK (I)      | 30 | 12 | 11 | 7  | 45–38   | +7  | 47 | 2014–2015-ös Európa-liga – 1. selejtezőkör     |
| 6.  | Szombathelyi Haladás   | 30 | 12 | 10 | 8  | 37–31   | +6  | 46 |                                                |
| 7.  | Pécsi MFC–Matias       | 30 | 12 | 9  | 9  | 41–38   | +3  | 45 |                                                |
| 8.  | MTK Budapest FC        | 30 | 11 | 7  | 12 | 42–36   | +6  | 40 |                                                |
| 9.  | Budapest Honvéd FC     | 30 | 10 | 6  | 14 | 37–39   | −2  | 36 |                                                |
| 10. | Kecskeméti TE          | 30 | 9  | 9  | 12 | 36–51   | −15 | 36 |                                                |
| 11. | MVM–Paks               | 30 | 8  | 10 | 12 | 39–42   | −3  | 34 |                                                |
| 12. | Lombard Pápa Termál FC | 30 | 9  | 6  | 15 | 32–50   | −18 | 33 |                                                |
| 13. | Újpest FC (KGY)        | 30 | 8  | 8  | 14 | 46–51   | −5  | 32 |                                                |
| 14. | Puskás Akadémia FC Ú   | 30 | 8  | 7  | 15 | 36–51   | −15 | 31 |                                                |
| 15. | Mezőkövesd-Zsóry FC Ú  | 30 | 6  | 6  | 18 | 27–52   | −25 | 24 | NB II                                          |
| 16. | Kaposvári Rákóczi FC   | 30 | 4  | 7  | 19 | 21–54   | −33 | 19 | NB II                                          |

Utolsó frissítés: 2014. június 1. 
Forrás: MLSZ adatbank 
A rangsorolás alapszabályai: 1. összpontszám, 2. győzelmek száma, 3. gólkülönbség, 4. szerzett gólok száma, 5. egymás elleni eredmények összpontszáma,  6. egymás elleni eredmények gólkülönbsége, 7. egymás elleni eredmények szerzett góljainak száma, 8. egymás elleni eredmények idegenben szerzett góljainak száma.
(B): Bajnokcsapat, (K): Kieső csapat, (F): Feljutó csapat, (I): Kupainduló, (R): A rájátszás győztese, (KGY): Kupagyőztes

### Eredmények összesítése
Az alábbi táblázatban összesítve szerepelnek a Győri ETO FC 2013/14-es bajnokságban elért eredményei.
| Ősz/tavasz (forduló)    | Otthon | Otthon | Otthon | Otthon | Otthon | Otthon | Otthon | Idegenben | Idegenben | Idegenben | Idegenben | Idegenben | Idegenben | Idegenben |
| Ősz/tavasz (forduló)    | M      | GY     | D      | V      | LG–KG  | GK     | P      | M         | GY        | D         | V         | LG–KG     | GK        | P         |
| ----------------------- | ------ | ------ | ------ | ------ | ------ | ------ | ------ | --------- | --------- | --------- | --------- | --------- | --------- | --------- |
| Őszi szezon (1–17.)     | 9      | 5      | 3      | 1      | 17–8   | +9     | 18     | 8         | 3         | 3         | 2         | 10–11     | –1        | 12        |
| Tavaszi szezon (18–30.) | 1      | 0      | 0      | 1      | 2–5    | –3     | 0      | 3         | 2         | 1         | 0         | 4–2       | +2        | 7         |
| Összesen (1–30.)        | 10     | 5      | 3      | 2      | 19–13  | +6     | 18     | 11        | 5         | 4         | 2         | 14–13     | +1        | 19        |

### Helyezések fordulónként
| Forduló  | 1 | 2  | 3  | 4  | 5  | 6  | 7  | 8  | 9 | 10 | 11 | 12 | 13 | 14 | 15 | 16 | 17 | 18 | 19 | 20 | 21 | 22 | 23 | 24 | 25 | 26 | 27 | 28 | 29 | 30 |
| -------- | - | -- | -- | -- | -- | -- | -- | -- | - | -- | -- | -- | -- | -- | -- | -- | -- | -- | -- | -- | -- | -- | -- | -- | -- | -- | -- | -- | -- | -- |
| Helyszín | O | I  | O  | I  | O  | O  | I  | O  | I | O  | I  | O  | I  | O  | I  | I  | O  | I  | O  | I  | I  |    |    |    |    |    |    |    |    |    |
| Eredmény | D | D  | V  | D  | D  | GY | GY | GY | V | GY | GY | D  | D  | GY | V  | GY | GY | D  | V  | GY | GY |    |    |    |    |    |    |    |    |    |
| Helyezés | 8 | 10 | 11 | 12 | 14 | 12 | 8  | 7  | 7 | 5  | 5  | 6  | 7  | 5  | 6  | 5  | 3  | 3  | 3  | 3  | 3  |    |    |    |    |    |    |    |    |    |

Helyszín: O = Otthon; I = Idegenben. Eredmény: GY = Győzelem; D = Döntetlen; V = Vereség.

## Magyar kupa
4. forduló
| 2013. október 30. 17:00 |

| Gyirmót FC | 0 – 3               | Győri ETO                                                                |
| ---------- | ------------------- | ------------------------------------------------------------------------ |
| Kardos 68' | (0 – 1) Jegyzőkönyv | Đorđević 28' Dinjar 69' Andrić 90+1' Martínez 19' Lang 70' Mevoungou 84' |

| Győr Nézőszám: 1 800 Játékvezető: Varga László (magyar) |

Nyolcaddöntő
| 2013. november 27. 17:00 |

| Kaposvári Rákóczi                        | 1 – 2               | Győri ETO                                   |
| ---------------------------------------- | ------------------- | ------------------------------------------- |
| Oláh 71' Albert 13' Addo 27' Vručina 40' | (0 – 0) Jegyzőkönyv | Střeštík 59' Jánvári 64' (öngól) Kamber 32' |

| Rákóczi Stadion, Kaposvár Nézőszám: 500 Játékvezető: Erdős József (magyar) |

| 2013. december 4. 18:00 |

| Győri ETO                                      | 2 – 1               | Kaposvári Rákóczi                            |
| ---------------------------------------------- | ------------------- | -------------------------------------------- |
| Rudolf 15' Střeštík 90+1' Kalmár 37' Lázok 49' | (1 – 1) Jegyzőkönyv | Pavlović 41' Babić 5' Petrache 27' Okuka 85' |

| ETO Park, Győr Nézőszám: 300 Játékvezető: Vad II. István (magyar) |

Negyeddöntő
| 2014. március 12. 17:30 |

| MTK Budapest                                      | 2 – 0               | Győri ETO            |
| ------------------------------------------------- | ------------------- | -------------------- |
| Torghelle 37' Kanta 67' Kálnoki-Kis 76' Batik 82' | (1 – 0) Jegyzőkönyv | Pátkai 1' Kalmár 87' |

| Hidegkuti Nándor Stadion, Budapest Játékvezető: Erdős József (magyar) |

## Ligakupa
Csoportkör (F csoport)
| 1. forduló 2013. szeptember 4. 18:00 |

| Győri ETO                                                              | 7 – 0               | FC Tatabánya |
| ---------------------------------------------------------------------- | ------------------- | ------------ |
| Lázok 3' Martínez 19' 21' 41' Völgyi 28' 64' Rudolf 29' Kronaveter 85' | (6 – 0) Jegyzőkönyv |              |

| ETO Park, Győr Nézőszám: 500 Játékvezető: Berke Balázs (magyar) |

| 2. forduló 2013. szeptember 11. 18:00 |

| Soproni VSE                 | 1 – 4               | Győri ETO                                                                   |
| --------------------------- | ------------------- | --------------------------------------------------------------------------- |
| Szabó 79' Bali 14' Tóth 49' | (0 – 1) Jegyzőkönyv | Stanišić 31' 21' Pátkai 61' Kronaveter 67' Burgos 76' Nicorec 58' Varga 80' |

| Káposztás utcai Stadion, Sopron Nézőszám: 1 000 Játékvezető: Pintér Csaba (magyar) |

| 3. forduló 2013. november 16. 17:00 |

| Ferencváros                   | 2 – 1               | Győri ETO                                                 |
| ----------------------------- | ------------------- | --------------------------------------------------------- |
| Diallo 52' 61' 23' Mateos 53' | (0 – 1) Jegyzőkönyv | Varga 38' Martínez 27' Lipták 40' Střeštík 83' Kalmár 88' |

| Puskás Ferenc Stadion, Budapest Nézőszám: 2 500 Játékvezető: Oláh Gábor (magyar) |

| 4. forduló 2013. október 16. 19:30 |

| Győri ETO                                                | 4 – 1               | Ferencváros                       |
| -------------------------------------------------------- | ------------------- | --------------------------------- |
| Varga 8' 88' Kronaveter 45' 82' Andrić 73' Mevoungou 49' | (2 – 1) Jegyzőkönyv | Gyömbér 30' Ionescu 52' Čukić 82' |

| ETO Park, Győr Nézőszám: 1 100 Játékvezető: Szőts Gergely (magyar) |

| 5. forduló 2013. november 13. 18:00 |

| Győri ETO  | 1 – 1               | Soproni VSE                           |
| ---------- | ------------------- | ------------------------------------- |
| Burgos 44' | (1 – 0) Jegyzőkönyv | Gaál 71' 88' Heinrich 44' Horváth 55' |

| ETO Park, Győr Nézőszám: 200 Játékvezető: Pintér Csaba (magyar) |

| 6. forduló 2013. november 20. 13:00 |

| FC Tatabánya | 0 – 4               | Győri ETO                                             |
| ------------ | ------------------- | ----------------------------------------------------- |
| Polyák 90′   | (0 – 3) Jegyzőkönyv | Rudolf 16' 23' 39' Burgos 46' Martínez 45' Kalmár 48' |

| Grosics Gyula Stadion, Tatabánya Nézőszám: 100 Játékvezető: Kovács J. Zoltán (magyar) |

### Az F csoport végeredménye
| Csapat      | M | Gy | D | V | G+ | G– | Gk  | P  |
| ----------- | - | -- | - | - | -- | -- | --- | -- |
| Ferencváros | 6 | 5  | 0 | 1 | 12 | 10 | +2  | 15 |
| Győri ETO   | 6 | 4  | 1 | 1 | 21 | 5  | +16 | 13 |
| Sopron      | 6 | 2  | 1 | 3 | 13 | 11 | +2  | 7  |
| Tatabánya   | 6 | 0  | 0 | 6 | 2  | 26 | –24 | 0  |

### Nyolcaddöntő
| Első mérkőzés 2014. február 26. 17:00 |

| Győri ETO                                                | 2 – 1               | Debreceni VSC                  |
| -------------------------------------------------------- | ------------------- | ------------------------------ |
| Dudás 51' Rudolf 84' Lang 46' Mevoungou 61' Lipták 90+2' | (0 – 0) Jegyzőkönyv | Bódi 47' Brković 70' Tisza 83' |

| ETO Park, Győr Nézőszám: 1 500 Játékvezető: Becséri Dániel (magyar) |

| Visszavágó 2014. március 4. 19:00 |

| Debreceni VSC                                  | 3 – 1               | Győri ETO                                         |
| ---------------------------------------------- | ------------------- | ------------------------------------------------- |
| Bódi 50' Bouadla 69' Kovács 88' 89' Vadnai 21' | (0 – 0) Jegyzőkönyv | Nicorec 74' 5' Stanišić 24' Had 31′, 43′ Nagy 65' |

| Oláh Gábor utca, Debrecen Nézőszám: 1 500 Játékvezető: Németh Ádám (magyar) |

## Szuperkupa
| 2013. július 13. 20:30 |

| Győri ETO                                        | 3 – 0                         | Debreceni VSC                   |
| ------------------------------------------------ | ----------------------------- | ------------------------------- |
| Trajković 33' Koltai 45' Kalmár 86' Martínez 72' | (2 – 0) Jegyzőkönyv Részletek | Korhut 49' Damahou 77' Nagy 88' |

| Puskás Ferenc Stadion, Budapest Nézőszám: 1 500 Játékvezető: Andó-Szabó Sándor (magyar) |

## Bajnokok Ligája
2. selejtezőkör
| első mérkőzés 2013. július 17. 20:30 |

| Győri ETO                                                | 0 – 2               | Maccabi Tel Aviv                                  |
| -------------------------------------------------------- | ------------------- | ------------------------------------------------- |
| Koltai 31' Kamber 36' Andrić 79' Lipták 81' Pátkai 90+2' | (0 – 0) Jegyzőkönyv | Itzhaki 76' Alberman 90+4' Prica 21' Alberman 40' |

| ETO Park, Győr Nézőszám: 8 500 Játékvezető: Markus Hameter (osztrák) |

| második mérkőzés 2013. július 23. 20:30 |

| Maccabi Tel Aviv                 | 2 – 1               | Győri ETO                                      |
| -------------------------------- | ------------------- | ---------------------------------------------- |
| Ben Haim 25' Zahavi 79' Mané 89' | (1 – 0) Jegyzőkönyv | Martínez 86' Mevoungou 4' Wolfe 36' Lipták 66' |

| Bloomfield Stadium, Tel-Aviv Nézőszám: 12 700 Játékvezető: Martin Hansson (svéd) |

## Felkészülési mérkőzések

### Felkészülési mérkőzések nyáron
| 2013. június 26. 18:00 |

| MŠK – Thermál Veľký Meder | 0 – 6               | Győri ETO                                     |
| ------------------------- | ------------------- | --------------------------------------------- |
|                           | (0 – 4) Jegyzőkönyv | Kronaveter Kink Varga Kamber Nicorec Martínez |

| Nagymegyeri focipálya, Nagymegyer Nézőszám: 700 Játékvezető: Matlák (szlovák) |

| 2013. június 28. 18:00 |

| Tekenye | 0 – 21              | Győri ETO                                                                                         |
| ------- | ------------------- | ------------------------------------------------------------------------------------------------- |
|         | (0 – 9) Jegyzőkönyv | Koltai Windecker Nicorec Kamber Kink Kronaveter Kalmár Lázok Tokody Stanisic Wolfe Varga Đorđević |

| Tekenyei focipálya, Tekenye Nézőszám: 50 Játékvezető: Matyi Gábor (magyar) |

| 2013. június 29. 18:00 |

| Győri ETO                            | 3 – 2               | Parndorf                          |
| ------------------------------------ | ------------------- | --------------------------------- |
| Martínez 49' Dinjar 114' Kalmár 120' | (0 – 0) Jegyzőkönyv | Lindner 46' Stern 102' (11-esből) |

| ETO Park, Győr Nézőszám: 800 |

| 2013. július 3. 16:00 |

| Győri ETO   | 1 – 1               | Slovácko     |
| ----------- | ------------------- | ------------ |
| Nicorec 87' | (0 – 0) Jegyzőkönyv | Ondřejka 55' |

| ETO Park, Győr Nézőszám: 300 |

| 2013. július 3. 19:00 |

| Győri ETO                                     | 4 – 0               | Slovácko |
| --------------------------------------------- | ------------------- | -------- |
| Kink 25' 64' Kamber 28' Völgyi 83' (11-esből) | (2 – 0) Jegyzőkönyv |          |

| ETO Park, Győr Nézőszám: 500 Játékvezető: Solymosi Péter (magyar) |

| 2013. július 10. 19:00 |

| Győri ETO                | 2 – 1 (h. u.)              | Pandurii Târgu Jiu |
| ------------------------ | -------------------------- | ------------------ |
| Koltai 100' Nicorec 112' | (0 – 1, 0 – 1) Jegyzőkönyv | Matulevičius 43'   |

| ETO Park, Győr Nézőszám: 500 Játékvezető: Szabó Zsolt (magyar) |

| 2013. július 20. 19:00 |

| Gyirmót FC | 1 – 3               | Győri ETO           |
| ---------- | ------------------- | ------------------- |
| Magasföldi | (1 – 2) Jegyzőkönyv | Varga Kamber Koltai |

| Ménfői úti stadion, Győr Nézőszám: 300 Játékvezető: Böcskei Balázs (magyar) |